# Hymenostylium recurvirostrum
Hymenostylium recurvirostrum (deutsch Krummschnäbeliges Deckelsäulchenmoos) ist eine Laubmoos-Art aus der Familie Pottiaceae.

## Merkmale
Hymenostylium recurvirostrum ist eine formenreiche Art, von der mehrere Varietäten beschrieben worden sind. Sie bildet dichte, oben gelblichgrüne bis dunkelgrüne, innen bräunliche Rasen, die oft mit Kalktuff durchsetzt sind. Die Pflanzen sind verzweigt und meist 1 bis 4 Zentimeter, manchmal bis 10 Zentimeter groß. Der Stämmchenquerschnitt weist keinen Zentralstrang auf. Die Blätter sind dreizeilig angeordnet, feucht aufrecht abstehend bis schwach zurückgebogen, trocken mehr oder weniger anliegend, etwas verbogen und gedreht. Sie sind bis 1,5 Millimeter lang, lanzettlich bis linealisch lanzettlich, gekielt und in die gewöhnlich scharfe Spitze verschmälert. Die Blattränder sind ganzrandig bis krenuliert und unten meist auf einer Seite zurückgebogen. Die Blattrippe reicht bis unter die Blattspitze. Der Querschnitt der Rippe zeigt zwei Stereidenbänder (aus englumigen, dickwandigen Zellen). Das obere (ventrale) Stereidenband kann reduziert sein und ist freiliegend, weist also keine Epidermis auf. Die Blattzellen sind unten verlängert, durchsichtig und glatt, oben kurz rechteckig bis abgerundet quadratisch oder rhomboidisch, glatt oder papillös.
Das Moos ist diözisch. Die Seta ist aufrecht und bis etwa 1 Zentimeter lang, die Kapsel ist eiförmig. Ein Peristom fehlt. Der Kapseldeckel ist lang und schief geschnäbelt, er wird bei der Sporenreife durch die Kolumella emporgehoben und fällt erst später ab. Sporen sind glatt bis fein papillös und 10 bis 20 Mikrometer groß.

## Standortansprüche
Als Kalktuffbildner wächst die Art bevorzugt an kalkhaltigen, nassen, durchsickerten oder mit Wasser überrieselten Felsen und auf Kalktuff. Die Wuchsorte sind schattig, oft nordseitig, häufig an mehr oder weniger senkrechten Felspartien, in Bachtälchen, in der Umgebung von Wasserfällen, in feuchten Waldschluchten oder in Kalk-Quellmooren.

## Verbreitung
Von dieser Art gibt es Vorkommen in Europa, Asien, Afrika und Amerika. In Europa reicht das Verbreitungsgebiet vom Mittelmeergebiet im Süden bis Spitzbergen im Norden und zum Kaukasus im Osten. In Deutschland ist das Moos in den Alpen, im Alpenvorland und im Jura verbreitet und oft häufig, in den anderen Gebieten zerstreut bis selten. In Österreich ist es in den Nördlichen Kalkalpen häufig, in den Zentral- und Südalpen zerstreut bis verbreitet, sonst selten. In den Alpen steigt es bis auf fast 3000 Meter Höhe.